# Bassin de Jeokjung-Chogye
Pour les articles homonymes, voir Jeokjung-Chogye.
Le bassin de Jeokjung-Chogye est un cratère d'impact de 7 kilomètres de large situé dans le district de Hapcheon, en Corée du Sud. C'est la seule structure d'impact connue de la péninsule coréenne. Il est estimé qu'il s'est formé il y a entre 30 000 et 63 000 ans, pendant le Pléistocène supérieur et plus précisément pendant la dernière période glaciaire. C'est l'un des plus jeunes grands cratères d'impact sur Terre.
L'astéroïde (38423) Jeokjungchogye (qui n'est pas lié à la formation de ce bassin) a été nommé en référence à ce cratère d'impact.